# Miškovice (tvrz)
Tvrz v Miškovicích je zaniklé panské sídlo v Praze 9. Její lokace není známá.

## Historie
První písemná zpráva o Miškovicích pochází z roku 1456. O tři roky později je Jiří z Poděbrad zastavil Starému Městu. Staroměstským byla ves zkonfiskována roku 1547 po nezdařeném protihabsburském povstání. Následujícího roku je spolu s Líbeznicemi koupil staroměstský měšťan Duchek Chmelíř ze Semechova a roku 1552 k nim přikoupil nedaleké Měšice. Po jeho smrti roku 1569 zdědil ves jeho nejmladší syn Benjamin.
Roku 1588 koupila zdejší dvůr a ves Magdaléna Robmhápová z Ptení. Od ní ji roku 1599 koupil Vratislav Trmal z Toušic, který po pěti letech postoupil Miškovice s tvrzí Mikuláši Trmalovi z Toušic.
Roku 1623 byla Mikuláši Trmalovi z Toušic třetina jeho jmění zkonfiskována. Podle konfiskační listiny „..statek Miškovice, tvrz a ves s dvorem poplužním s příslušenstvím, který od komory české v sumě odhadní 9005 kop míšeňských léta 1623..“ koupil benediktinský klášter na Slovanech. Po skončení třicetileté války miškovická tvrz zanikla.